# Sulików (Neder-Silezië)
Sulików (Duits: Schönberg in Oberlausitz) is een dorp in het Poolse woiwodschap Neder-Silezië, in het district Zgorzelecki. De plaats maakt deel uit van de gemeente Sulików en telt 2014 inwoners.